# Birlingham
Birlingham – wieś w Anglii, w hrabstwie Worcestershire, w dystrykcie Wychavon. Leży 15 km na południowy wschód od miasta Worcester i 151 km na północny zachód od Londynu. Miejscowość liczy 325 mieszkańców.